# Robert Venturi

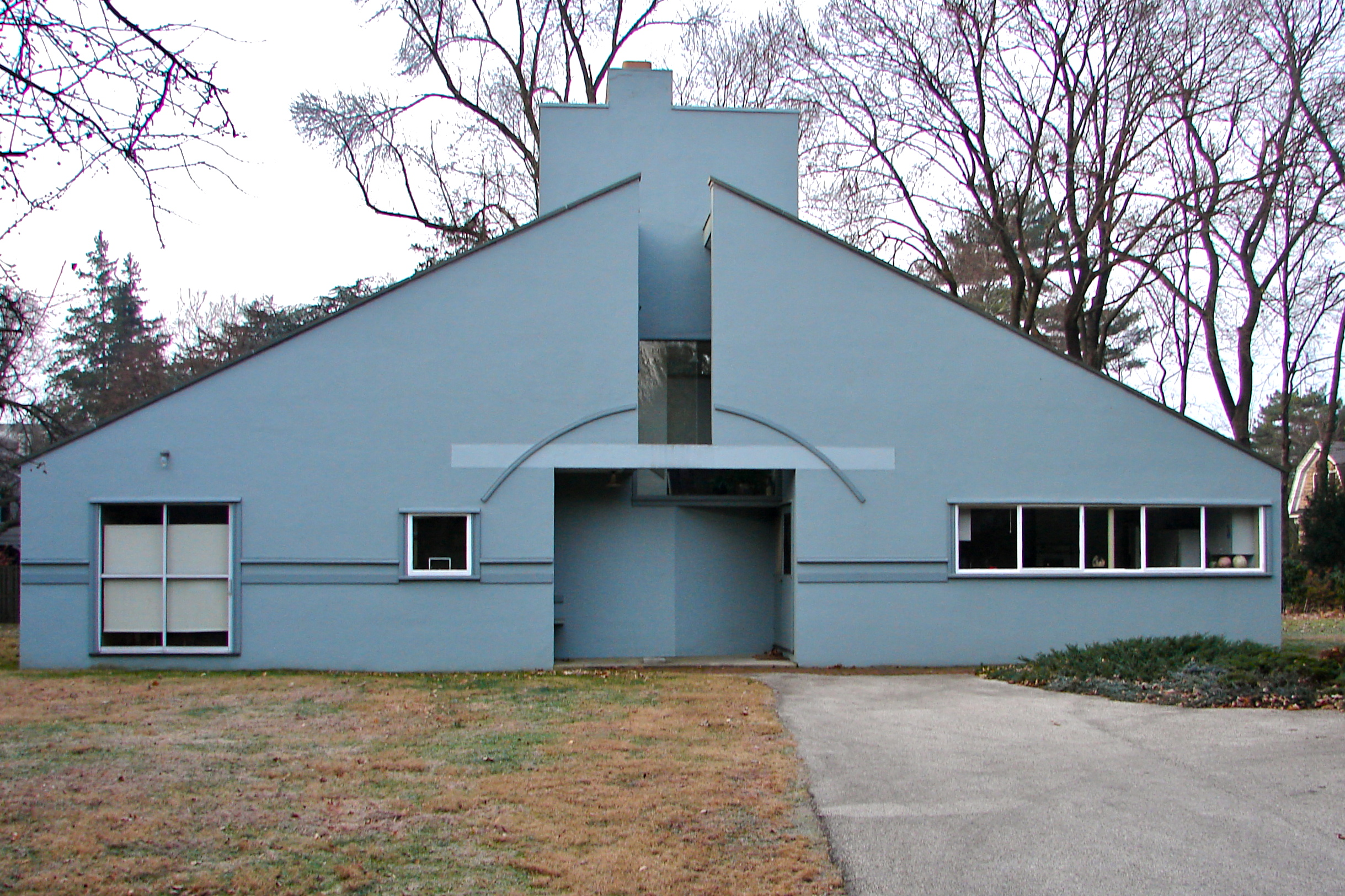
Vanna Venturi-huis in de wijk Chestnut Hill in Philadelphia.

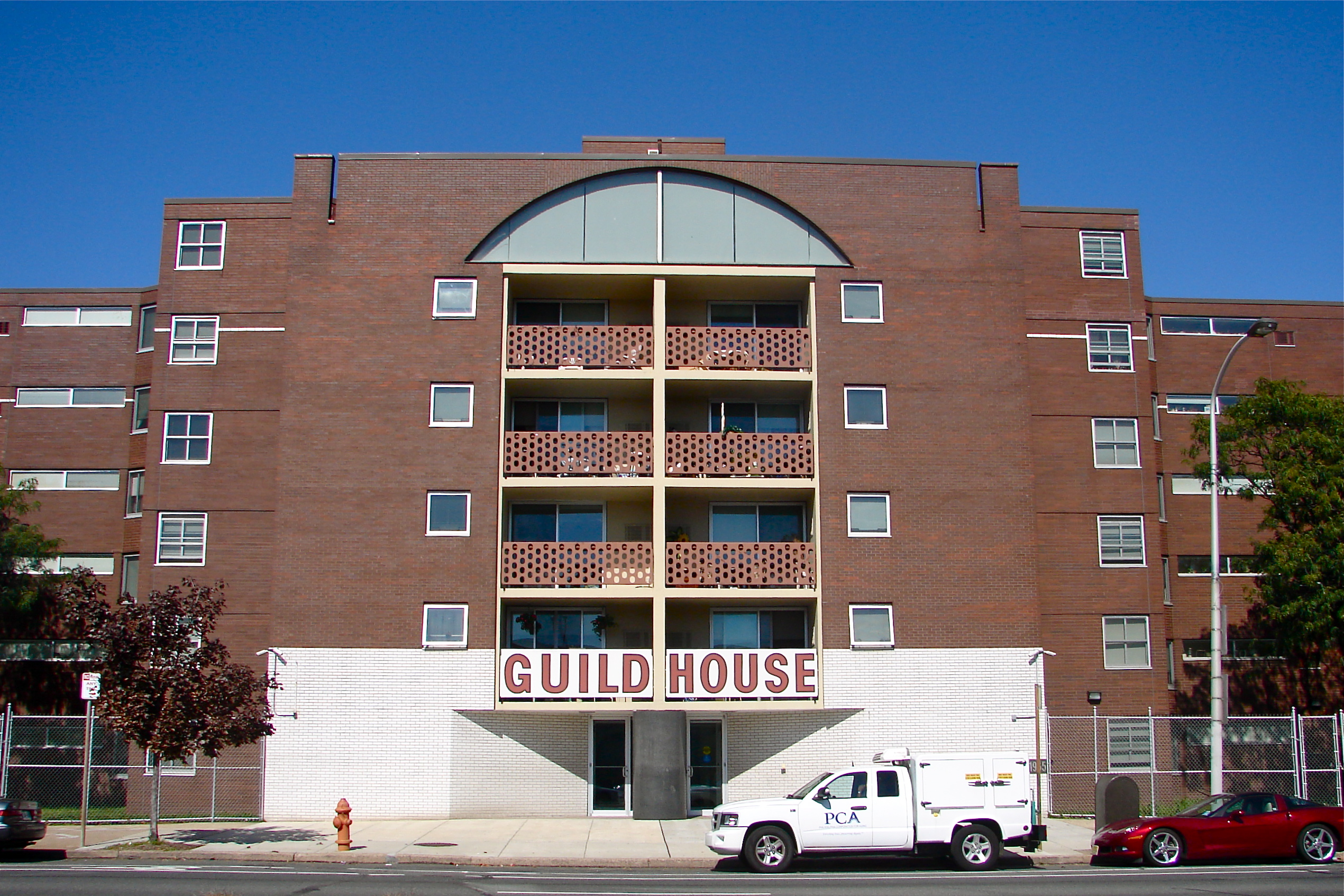
Guild House in Philadelphia

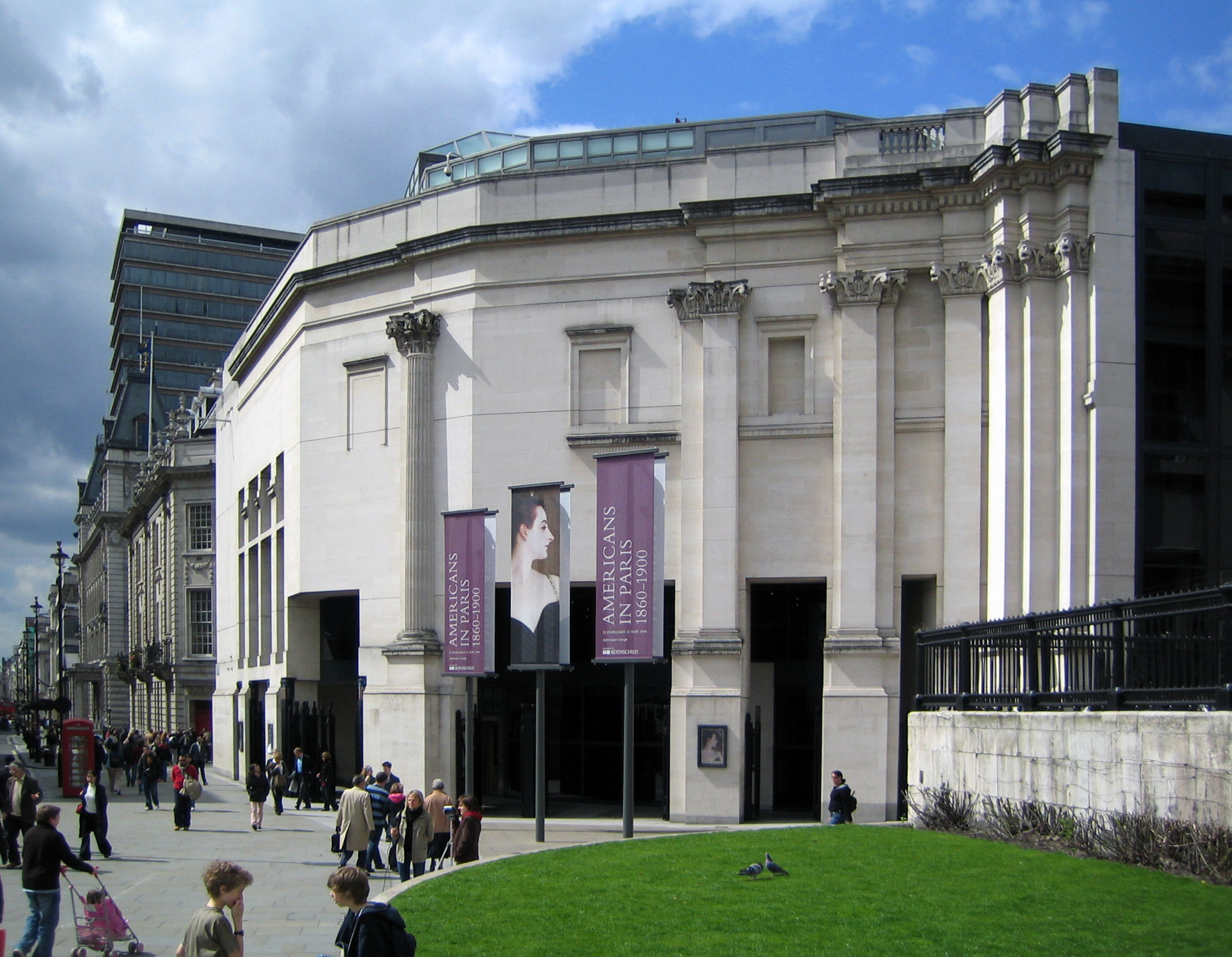
De Sainsbury Wing van de National Gallery in Londen, ontworpen door Venturi.

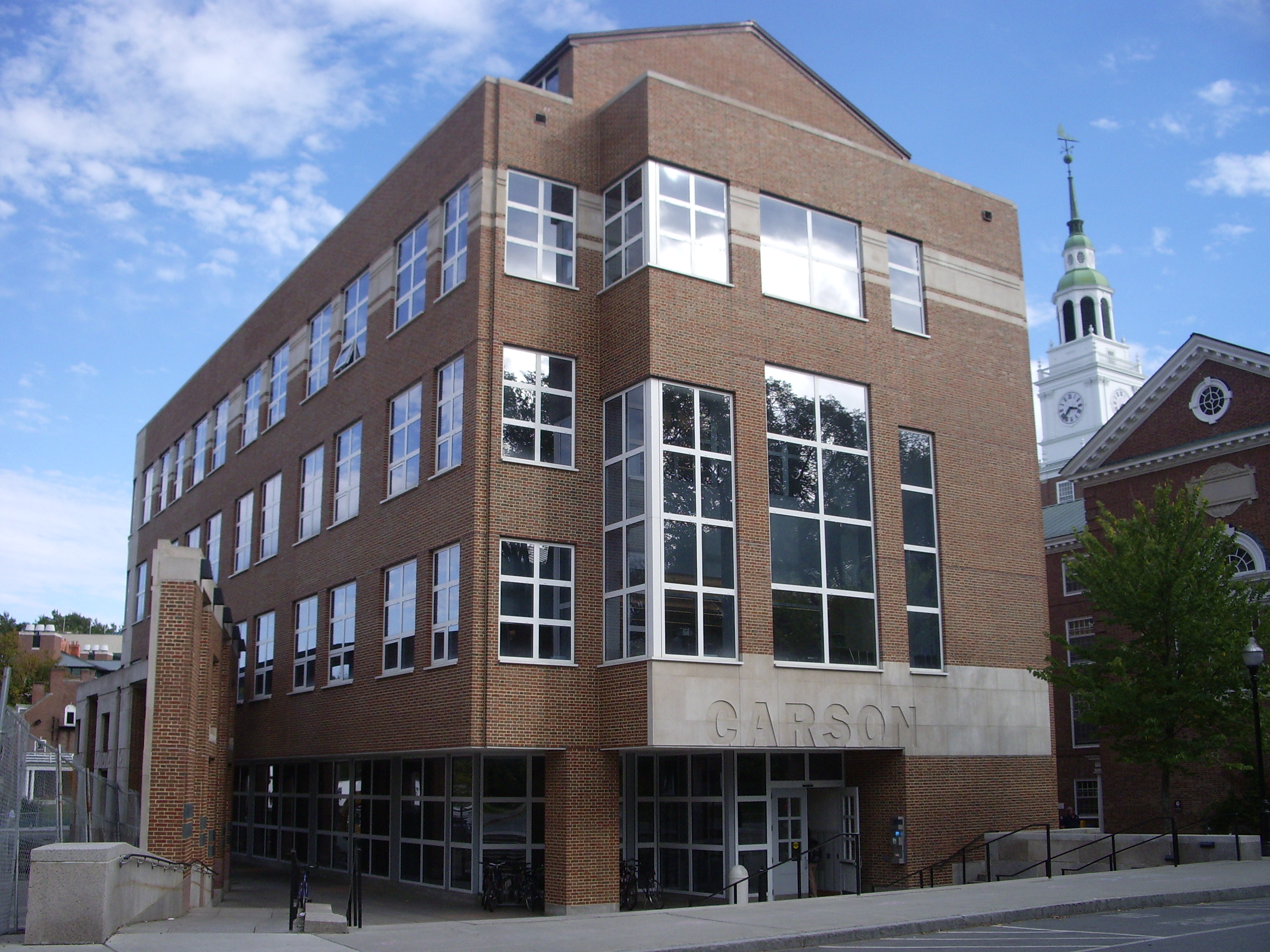
Carson Hall op de campus van Dartmouth College in Hanover, New Hampshire.

Robert Charles Venturi (Philadelphia, 25 juni 1925 – Philadelphia, 18 september 2018) was een Amerikaans architect. Venturi wordt, samen met zijn vrouw en partner Denise Scott Brown, beschouwd als een van de meest invloedrijke architecten van de 20e eeuw. Zijn werk was zeer belangrijk voor de ontwikkeling van het postmodernisme in de Verenigde Staten. Zijn bekendste uitspraak is waarschijnlijk “Less is a bore”, wat een parodie is op een uitspraak van Ludwig Mies van der Rohe; “Less is More”. In 1991 won hij de Pritzker Prize.

## Biografie en invloeden
Venturi behaalde in 1947 zijn diploma aan de universiteit van Princeton, en zijn Master of Fine Art Degree in 1950. Hij begon te werken bij Stonorov, een van de weinige plaatselijke moderne architecten, en na een jaar mocht hij aan de slag bij Eero Saarinen. In 1954 won hij de “Rome Prize” van de American Academy in Rome (na drie keer proberen), waardoor hij twee jaar in Europa kon studeren.
Terug in Amerika begon hij voor Louis Kahn te werken en gaf hij les aan de universiteit van Pennsylvania, eerst als Kahns assistent, later als professor. De volgende drie decennia zou hij ook les geven in onder andere Yale, Princeton, Harvard, University of California in Los Angeles, Rice University en de American Academy in Rome.
In 1960 startte hij met William Short het bureau “Venturi and Short”. Short verliet het bedrijf snel, en John Rauch werd Venturi ’s nieuwe partner. Denise Scott Brown kwam erbij in 1969. In 1980 werd het bureau bekend onder de naam “Venturi, Rauch en Scott Brown”.Later, na het ontslag van John Rauch als “Venturi, Scott Brown and Associates.
Venturi had altijd een grote interesse in de geschiedenis van architectuur, die door de meeste moderne architecten in die tijd werd vergeten of genegeerd. Toevallig kwam hij in Princeton terecht voor zijn studies, waar geschiedenis een belangrijk onderdeel van de architectuuropleiding was. Dit in tegenstelling tot Harvard, wat toen de meest evidente plek was om architectuur te gaan studeren. Het modernisme zag men in Princeton als de gepaste huidige stijl en men plaatste het in een geschiedkundige context. Venturi noemt Donald Drew Egbert, zijn professor geschiedenis in Princeton, zijn grootste held omdat hij het modernisme niet zag als het einde van een lange zoektocht (zoals de modernisten), maar als een fase in een evolutie.
Een paar invloeden van Venturi zijn Sullivan, Furness, Louis Kahn, Peter Blake (God’s Own Junkyard), de historische invloed van Andrea Palladio en de Popart, maar de belangrijkste is naar eigen zeggen de geschiedenis in het algemeen.
Robert Venturi overleed in 2018 na een kort ziekbed op 93-jarige leeftijd in zijn woning in Philadelphia aan de gevolgen van Alzheimer.

## Visie
Venturi’s visie op architectuur en architectuurtheorie heeft hij (in samenwerking met Denise Scott Brown) neergeschreven in enkele belangrijke boeken: Complexity and contradiction in architecture (1966), Learning from Las Vegas (1972) en Architecture as signs and systems (2004).

### Complexity and contradiction in architecture
Het onderzoek dat zou leiden tot dit werk startte in 1954, toen Venturi naar de American Academy in Rome ging. Hierdoor kon hij 2 jaar de geschiedenis bestuderen. Hoewel men toen de gebouwen analyseerde aan de hand van vorm en ruimte, vond Venturi de maniëristische architectuur veel interessanter. Het onderzoek zette zich verder in Amerika aan de University of Pennsylvania, waar hij een cursus architectuurtheorie gaf.
Dit boek is het werk waarmee Venturi internationaal bekend is geraakt. Het is een van de eerste publicaties die het Modernisme tegensprak en afkraakte. Venturi behandelt complexiteit en tegenspraak in architectuur als een manier om het rigide karakter van het Modernisme te doorbreken en ondermijnen. Hiervoor gebruikt het verleden op een nieuwe manier, het verleden in functie van het heden. Wat Complexity and contradiction in architecture zo overtuigend maakt is dat het de indruk wekt dat het gebaseerd is op een beheersing van de geschiedenis. Maar Venturi’s onderzoek naar complexiteit kwam er vooral om zijn polemiek tegen het Modernisme te steunen. Complexiteit werd lang onderdrukt door modernistische architecten die simpliciteit als vaststaand criterium hanteerden. Hij verklaarde wel dat de complexiteit die hij zocht niet gevonden kon worden door meer ornament te gebruiken. Hij zag liever een spanning die opgeroepen werd door dubbelzinnigheid in de waarneming, een rijkheid in vorm en betekenis, die het totaal effect van het ontwerp aanging. Modernisten negeren de complexiteit van een gebouw en gaan daarmee een deel van de ontwerpopgave uit de weg.

### Learning from Las Vegas
Toen Denise Scott Brown Las Vegas bezocht, was ze zo onder de indruk dat ze Las Vegas nog eens bezocht met Robert Venturi. Ze besloten Las Vegas te bestuderen, met de hulp van Steve Izenour en de studenten van Yale. Het onderzoek werd een succes. Het leidde tot vele nieuwe ideeën en het paste ook perfect in de traditionele visie van Venturi over architectuur.
De ‘Las Vegas Strip’ werd gebruikt als metafoor om te spreken over het arbitraire en het lelijke. Dit in tegenstelling tot het originele en verheven karakter van de modernistische architectuur. Het is een vervolg op het ideeëngoed ontwikkeld in Complexity and contradiction in architecture.
De smakeloze architectuur van Las Vegas wordt voorgesteld als alternatief voor de morbide puristische vormen die het Modernisme hanteert. Venturi en Brown suggereren dat het beter is om ruimte en structuur ondergeschikt te maken aan het programma.

## Invloed
De invloed van Venturi’s werk is enorm. Architectuur wordt opgenomen in de culturele debatten. Ze gaven een aanzet om opnieuw na te denken over wat architectuur is en wat architectuur zou kunnen zijn. Samen met de Italiaanse architect Aldo Rossi en de architectuurcriticus Charles Jencks heeft Venturi een doorslaggevende rol gespeeld in de ontwikkeling van het postmodernisme in de architectuur. Maar zijn ideeën waren gewoonlijk overtuigender op papier dan wanneer ze uitgevoerd werden.

## Kritiek
Hun gebouwen werden in het begin niet geapprecieerd omdat ze volledig nieuw waren in de toenmalige moderne tendenzen. De architecten stelden zichzelf de vraag: ‘Is boring architecture interesting?’ Het probleem was dat hoe nieuw hun gebouwen er ook uitzagen, ze een indruk van ‘oldness’ opriepen. Hierdoor kregen ze de kritiek dat hun gebouwen al eens gebouwd waren. De eerste impressie die men krijgt, is deze van de allusie aan de traditionele naakte vormentaal. Voorstanders beweerden dat hij de taal van het moderne ontwerpen verrijkte, tegenstanders suggereerden dat zijn vormen willekeurig waren en de deuren naar het eclecticisme openden en vlug gedateerd zullen overkomen. Hoe je er ook tegenaan kijkt, het was duidelijk dat hij de dorre sociologische en technische definities van architectuur die toen golden, wilde vermijden ten gunste van een discussie waarin zaken van vorm en betekenis een rol speelden.